# Монастырёво
Монастырёво — село в составе Новомарьясовского сельского поселения Орджоникидзевского района Хакасии.
Расположено на правом берегу реки Чулым вблизи административной границы Хакасии с Красноярским краем.
Число хозяйств — 84, население — 280 человек (на 01.01.2004), в основном русские.
Образовано в 1870—1873 переселенцем Монастырёвым. Наивысшее развитие пришлось на 1970-1980-е.

## Население
| 2002 | 2010 |
| ---- | ---- |
| 281  | ↘185 |